# Lynnwood-Pricedale
Lynnwood-Pricedale es un lugar designado por el censo ubicado en los condados de Fayette y Westmoreland en el estado estadounidense de Pensilvania. En el año 2000 tenía una población de 2,168 habitantes y una densidad poblacional de 665 personas por km².

## Geografía
Lynnwood-Pricedale se encuentra ubicado en las coordenadas 40°8′1″N 79°51′13″O / 40.13361, -79.85361.

## Demografía
Según la Oficina del Censo en 2000 los ingresos medios por hogar en la localidad eran de $30,595 y los ingresos medios por familia eran $34,617. Los hombres tenían unos ingresos medios de $29,432 frente a los $27,188 para las mujeres. La renta per cápita para la localidad era de $17,112. Alrededor del 6.2% de la población estaba por debajo del umbral de pobreza.